# Nyusnyus
Nyusnyus är en ort i Azerbajdzjan.   Den ligger i distriktet Nachitjevan, i den sydvästra delen av landet, 400 km väster om huvudstaden Baku. Nyusnyus ligger 1 357 meter över havet och antalet invånare är 1 892.
Terrängen runt Nyusnyus är kuperad åt sydväst, men åt nordost är den bergig. Närmaste större samhälle är Ordubad, 5,9 km söder om Nyusnyus. 
Trakten runt Nyusnyus består i huvudsak av gräsmarker. Runt Nyusnyus är det ganska glesbefolkat, med 38 invånare per kvadratkilometer.